# پاوو وویچخوفسکی
پاوو وویچخوفسکی (لهستانی: Paweł Wojciechowski؛ زادهٔ ۶ ژوئن ۱۹۸۹) ورزشکار پرش با نیزه اهل لهستان است.
وی در مسابقات کشوری و بین‌المللی در مجموع برندهٔ ۳ مدال طلا، ۱ مدال نقره، ۳ مدال برنز شده‌است.